# Dicranoloma francii
Dicranoloma francii är en bladmossart som beskrevs av Thériot 1909. Dicranoloma francii ingår i släktet Dicranoloma och familjen Dicranaceae. Inga underarter finns listade i Catalogue of Life.